# Dino Galvani
Dino Galvani (27 de outubro de 1890 – 14 de setembro de 1940), nasceu Dino Galvanoni, foi um ator italiano que atuou em vários filmes britânicos.

## Filmografia selecionada
- Adam's Apple (1928)
- Adventurous Youth (1928)
- Paradise (1928)
- Father Brown (1954)
- The Lyons in Paris (1955)
- Second Fiddle (1957)
- Bluebeard's Ten Honeymoons (1960)